# Piazza del Sale (Siena)
Piazza del Sale è una piazza di Siena, in Toscana.
La piazza si apre sul lato destro di via Garibaldi, che dalla via di Camollia scende verso l'esterno del centro storico fino alla breccia della barriera di San Lorenzo.

## Storia
La piazza è sorto alla metà del XIX secolo durante lavori urbanistici legati alla costruzione della vecchia stazione ferroviaria di via Mazzini. In passato era conosciuta come piazza degli Umiliati, o di Santa Petronilla, nome adottato nel 1871 dopo aver respinto l'idea di intitolarla a Daniele Manin nel 1865. L'odonimo deriva dall'antico complesso conventuale di San Tommaso degli Umiliati, che occupava sino al 1555 l'intera piazza fino alla cappella di San Sebastiano. In seguito vi si insediarono le monache di Santa Petronilla. Nel XIX secolo, con la soppressione dell'ordine, l'edificio fu sconsacrato e trasformato: prima in fienile del banchiere Giuseppe Montorselli, poi in rimessaggio per carrozze, con l'ex chiostro diventato spazio pubblico chiamato "Piazza Nuova".
Una parte del complesso fu acquistata dal notaio Deodato Mugnaini, che vi fondò un'azienda di raffinazione del sale, mentre un'altra parte ospitò un magazzino per generi di monopolio. Nel 1818, qui si trasferì dal castellare Salimbeni la Dogana del Sale e del Tabacco. Alla fine del secolo la dogana fu trasferita in viale Curtatone.
Tra il 1890 e il 1931, la piazza fu intitolata a Benedetto Cairoli, per poi prendere la denominazione attuale.